# Birofil

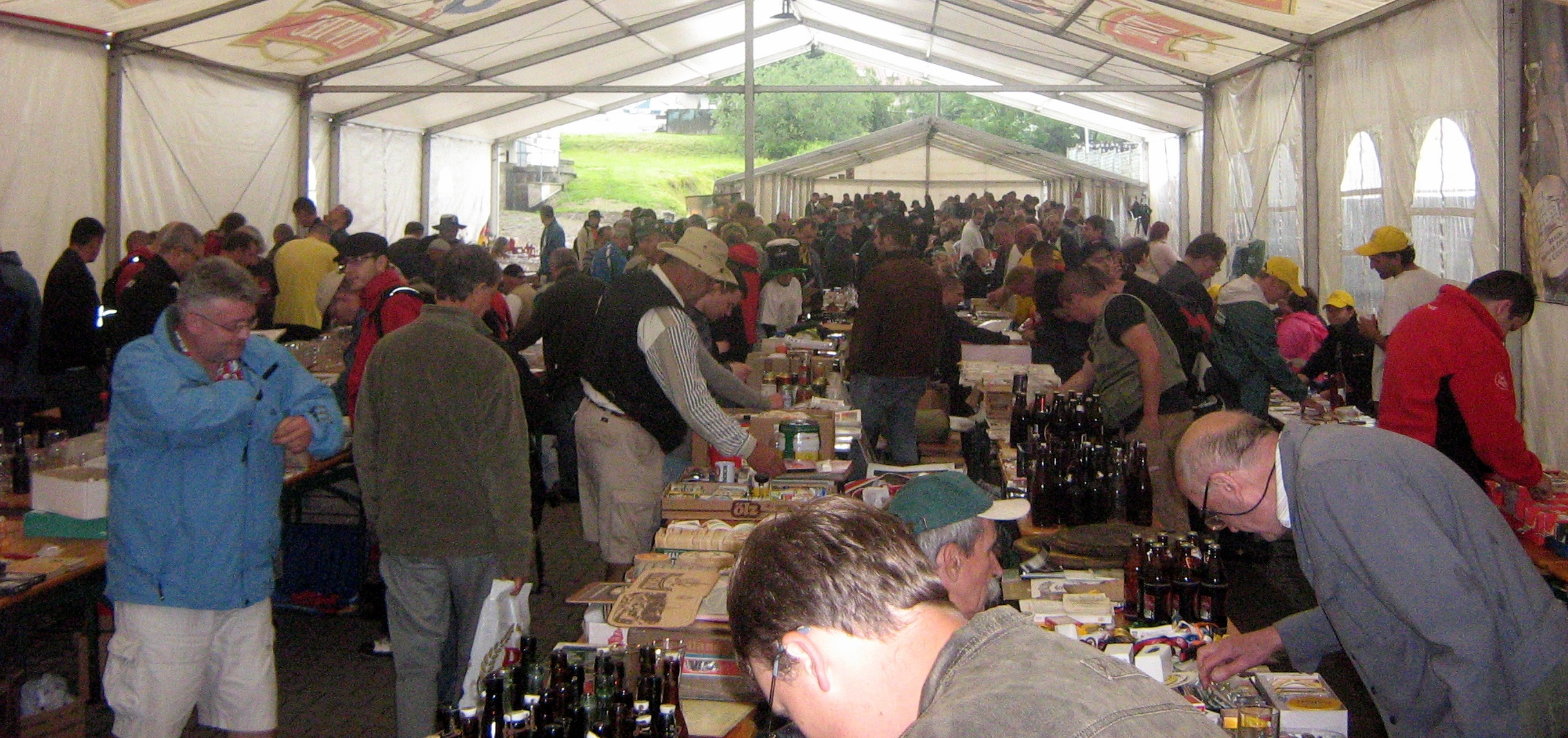
Giełda Birofiliów na Festiwalu Birofilia 2010

Birofil (z niem. Bier piwo; gr. philos przyjaciel, miłujący) – miłośnik piwa, znawca gatunków, odmian i stylów piwnych, kolekcjoner rekwizytów związanych z piwem, np. etykiet, butelek, podkładek, naczyń i.in.
W odróżnieniu od piwosza birofil nie tylko lubi pić piwo, ale to zamiłowanie przeradza się w chęć zdobywania wiedzy o nim, oraz/lub zamiłowanie do zbierania akcesoriów związanych z piwowarstwem. Birofil-kolekcjoner buduje swoją kolekcję najczęściej z jednej dziedziny poszukując najstarszych, najcenniejszych, najrzadszych, najbardziej oryginalnych lub egzotycznych eksponatów np. etykiet z działających przed 1939 r. małych polskich browarów. Ceni unikalność posiadanego egzemplarza, zgłębia jego historię i okoliczności powstania. Dzięki swojej pasji kolekcjonerskiej odkrywa nowe eksponaty i próbuje ocalić od zniszczenia lub zapomnienia przedmioty piwowarskie związane z kulturą materialną przeszłych pokoleń.
Birofil nie traktuje piwa jedynie jako alkoholowy napój orzeźwiający lecz część kulinarnej i materialnej kultury człowieka. Birofil posiada i krzewi kulturę spożywania piwa oraz wiedzę dotyczącą gatunków, stylów i odmian piw. Zwraca uwagę na właściwy sposób serwowania piwa, dobór naczyń do określonego gatunku, sposób nalewania piwa, jego temperaturę, wysoką jakość spożywanych trunków i.in.

## Historia

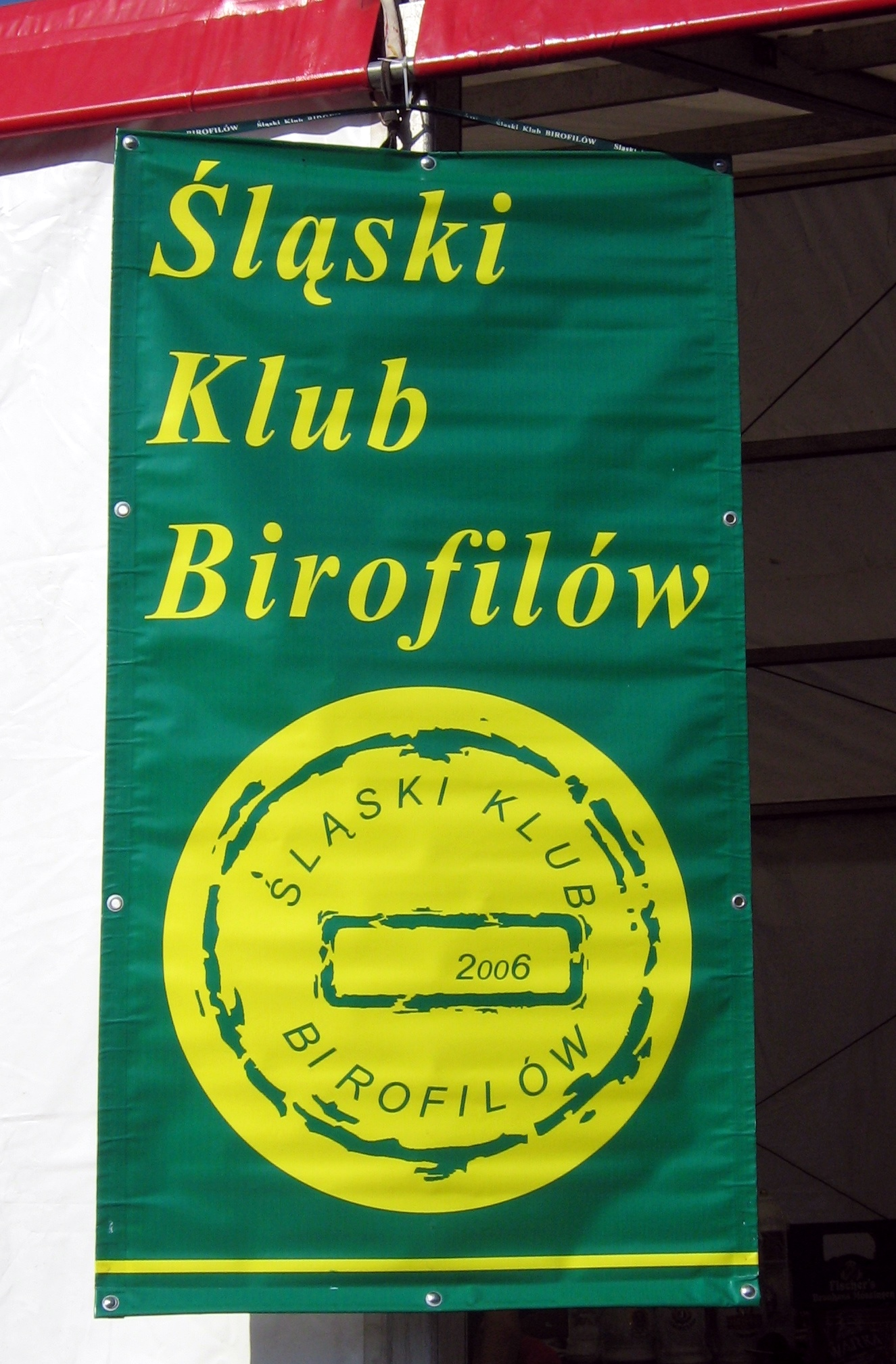
Baner klubu birofilów

Pierwszymi birofilami-kolekcjonerami byli właściciele browarów z przełomu XIX i XX w., którzy obserwując konkurencję, gromadzili ich produkty i akcesoria informacyjno-reklamowe. Ich celem nie było budowanie kolekcji lecz zdobywanie informacji handlowej na dynamicznie rozwijającym się rynku browarniczym, charakteryzującym się powstawaniem browarów przemysłowych, konfekcjonowaniem piwa do butelek i drukowaniem pierwszych etykiet. Browary obserwując działania marketingowe innych dbały również o to, by nie dochodziło do nieuczciwej konkurencji np. poprzez naśladownictwo etykiet czy innych znaków towarowych.
Z czasem zaczęły powstawać prywatne kolekcje, które mimo trudnych czasów rozwijały się również w okresie PRL-u. Birofilami stawali się wówczas sami pracownicy browarów, którym najłatwiej było otrzymać rzadkie akcesoria lub dokumenty piwowarskie. Największy rozkwit ruchu birofilskiego przypada na lata 90. XX wieku i początek wieku XXI, kiedy nastąpił silny rozwój branży piwowarskiej, konsumpcji piwa, a co za tym idzie zainteresowania piwowarstwem i birofilistyką.
Kolekcjonerzy zakładają kluby i stowarzyszenia, a swoją kolekcję mogą zaprezentować lub uzupełnić na coraz liczniejszych giełdach birofilistycznych organizowanych w całej Polsce.